# Mirovo (Boljevac)
Pour les articles homonymes, voir Mirovo.
Mirovo (en serbe cyrillique : Мирово) est un village de Serbie situé dans la municipalité de Boljevac, district de Zaječar. Au recensement de 2011, il comptait 140 habitants.

## Géographie

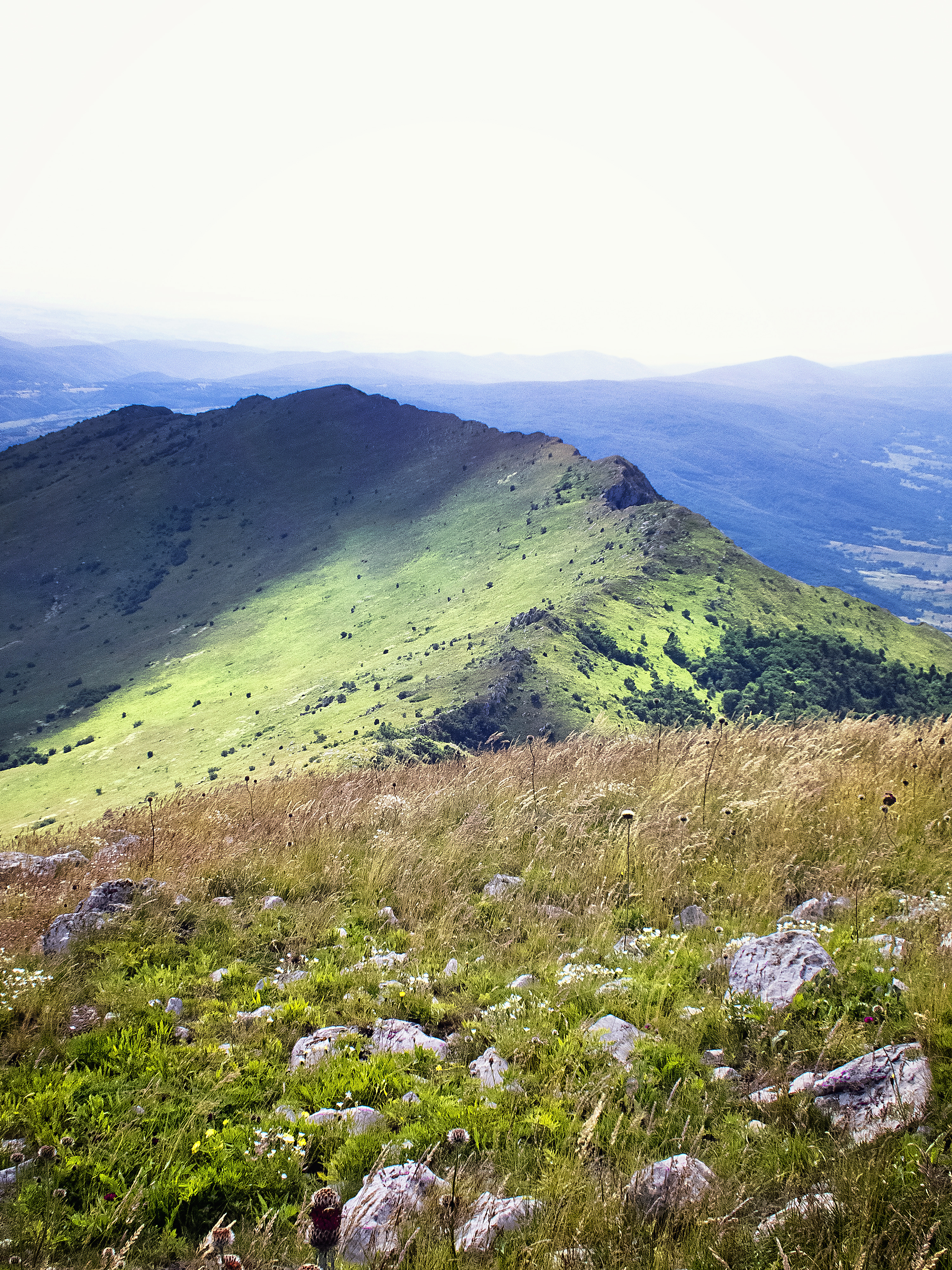
Le mont Rtanj

## Démographie
| 1948 | 1953 | 1961 | 1971 | 1981 | 1991 | 2002 | 2011 |
| ---- | ---- | ---- | ---- | ---- | ---- | ---- | ---- |
| 615  | 615  | 714  | 512  | 404  | 287  | 183  | 140  |

|  |